# Jeux de la Commission de la jeunesse et des sports de l'océan Indien 2014
Navigation
Jeux 2012 jeux 2016
Les Jeux de la Commission de la jeunesse et des sports de l'océan Indien 2014, neuvième édition des Jeux de la Commission de la jeunesse et des sports de l'océan Indien, ont lieu du 5 au 12 décembre 2014 à Djibouti.